# The Eagles (album)
Albums de The Eagles
Desperado
(1973)
Singles
1. Take It Easy
Sortie : 1er mai 1972
2. Witchy Woman
Sortie : 1er août 1972
3. Peaceful Easy Feeling
Sortie : 1er décembre 1972

The Eagles est le premier album studio du groupe éponyme, sorti le 1er juin 1972 chez Elektra et Asylum. L'album connaît un succès immédiat pour le groupe, atteignant notamment la 22e place des ventes aux États-Unis et devenant disque de platine. Trois singles ont été extraits de l'album, chacun atteignant le top 40 américain : Take It Easy (no 12), Witchy Woman (no 9) et Peaceful Easy Feeling (no 22). Le groupe, à partir de cet album, a joué un rôle majeur dans la popularisation du genre country rock.
L'album s'est classé à la 368e place dans l'édition 2012 de la liste des 500 plus grands albums de tous les temps du magazine américain Rolling Stone, et 207e dans l'édition 2020 de cette même liste. Le premier single de l'album, Take It Easy, fait partie des 500 chansons qui ont façonné le rock and roll du Rock and Roll Hall of Fame.

## Liste des pistes
| 1. | Take It Easy       | - Glenn Frey - Jackson Browne | Frey          | 3:34 |
| 2. | Witchy Woman       | - Don Henley - Bernie Leadon  | Henley        | 4:10 |
| 3. | Chug All Night     | Frey                          | Frey          | 3:18 |
| 4. | Most of Us Are Sad | Frey                          | Randy Meisner | 3:38 |
| 5. | Nightingale        | Browne                        | Henley        | 4:08 |

| 1. | Train Leaves Here This Morning | - Leadon - Gene Clark | Leadon  | 4:13 |
| 2. | Take the Devil                 | Meisner               | Meisner | 4:04 |
| 3. | Earlybird                      | - Leadon - Meisner    | Leadon  | 3:03 |
| 4. | Peaceful Easy Feeling          | Jack Tempchin         | Frey    | 4:20 |
| 5. | Tryin'                         | Meisner               | Meisner | 2:54 |

## Personnel
Eagles
- Glenn Frey – chant, guitare, guitare slide, piano, clavecin, synthétiseur, clavier
- Don Henley – chant, batterie, percussion, synthétiseur
- Bernie Leadon – chant, guitare, banjo, Dobro, mandoline
- Randy Meisner – chant, basse

Production
- Gary Burden – direction artistique, conception
- Glynn Johns – ingénieur du son, producteur
- Henry Diltz – photographie

## Classements
| Classement (1972)          | Meilleure position |
| -------------------------- | ------------------ |
| Canada (Canadian Albums)   | 13                 |
| États-Unis (Billboard 200) | 22                 |

## Certifications
| Région                                | Certification | Ventes/Streams |
| ------------------------------------- | ------------- | -------------- |
| Canada (Music Canada)                 | Or            | 50 000^        |
| États-Unis (RIAA)                     | Platine       | 1 000 000^     |
| Royaume-Uni (BPI)                     | Argent        | 60 000^        |
| ^Mise en rayon selon la certification |               |                |